# Олашин Василь Васильович
Василь Васильович Ола́шин (нар. 30 травня 1969, Ужгород) — український скульптор; член Закарпатської організації Національної спілки художників України з 2002 року (голова її секції скульптури з 2016 року). Лауреат премії фонду сприяння розвитку мистецтв України за 1998 рік та Закарпатської обласної премії імені Йосипа Бокшая та Адальберта Ерделі за 2004, 2012, 2016 роки.

## Біографія
Народився 30 травня 1969 року в місті Ужгороді (нині Україна). Син скульптора Василя Степановича Олашина. 1988 року закінчив відділ художньої обробки дерева Ужгородського училища прикладного мистецтва (викладачі з фаху — Й. О. Пал, Ф. В. Лащак); у 1998 році — Національну академію образотворчого мистецтва і архітектури, де навчався у Івана Макогона, Миколи Олексієнка, Володимира Чепелика.
З 2014 року викладає скульптуру та рисунок у Закарпатській академії мистецтв.

## Творчість
Працює у галузях станкової і монументальної скульптури. У роботах використовує бронзу, дерево, камінь, кераміку. Серед робіт:
станкова скульптура
- «Ранок» (1995, бронза);
- «Біля моря» (1996, бронза, мармур)[1];
- «Закарпатська мадонна» (1996, бронза);
- «Та, що ловить перли» (1997);
- «Ундіна» (1999, бронза, мармур);
- «Повітруля» (1999, дерево фарбоване);
- «На схід» (2002);
- «Муза» (2002);
- «Пісня» (2002);
- «Розмова» (2003);
- «Лучники» (2018).

Деякі роботи зберігаються в Музеї сучасного мистецтва України та в колекції Міністерства культури та інформаційної політики України у Києві.
монументальна скульптура
- пам'ятник «Ліквідаторам аварії на Чорнобильській АЕС» в Ужгороді (2004);
- пам'ятний знак Едмунду Еґану в селі Баранинцях (2005);
- пам'ятник Тарасу Шевченку в Береговому (2016).

Учасник обласних художніх виставок з 1990 року, всеукраїнських — з 1989 року, закордонних — з 1994 року.